# American Woman (phim 2019)
American Woman (tạm dịch: Gái Mỹ) là một bộ phim chính kịch năm 2019 do Semi Chellas viết kịch bản và đồng chỉ đạo diễn xuất dự án đầu tiên trong sự nghiệp. Phim có sự tham gia của Hồng Châu, Sarah Gadon, nam nghệ sĩ từng đoạt giải Tony John Gallagher Jr. cùng nữ diễn viên gạo cội sở hữu tượng vàng Oscar danh giá Ellen Burstyn. Dựa trên cuốn tiểu thuyết cùng tên năm 2003 của nhà văn Susan Choi, bộ phim là câu chuyện hư cấu kể về Wendy Yoshimura - một nữ họa sĩ vẽ tranh tĩnh vật có thật nhận lời chăm sóc người thừa kế Patty Hearst sau khi cô bị bắt cóc.
Dự án đã có buổi công chiếu đầu tiên tại Liên hoan phim Tribeca vào ngày 28 tháng 4 năm 2019 và được hãng Elevation Pictures ủy quyền phát hành trên toàn lãnh thổ Canada hơn một năm sau đó.

## Cốt truyện
Lão luyện với khả năng sống cô lập kể từ khi chủ mưu hành động bạo lực chống lại chính phủ Mỹ, Jenny Shimada, cựu thành viên cực đoan 25 tuổi đồng ý chăm sóc ba kẻ đào tẩu đang chạy trốn. Một trong ba nhân vật đó tình cờ lại là cháu gái bị bắt cóc của một ông trùm báo chí giàu có, sau đó trở thành người nổi tiếng toàn quốc vì đã theo đuổi hệ tư tưởng của những kẻ bắt giữ mình và gia nhập tổ chức cách mạng của họ.

## Diễn viên
- Hồng Châu trong vai Jenny
- Sarah Gadon trong vai Pauline
- John Gallagher Jr. trong vai Juan
- Lola Kirke trong vai Yvonne
- Ellen Burstyn trong vai Miss Dolly
- David Cubitt trong vai Agent John Spivey
- Jordan Pettle trong vai Rob Frazer
- Richard Walters trong vai Thomas

## Sản xuất
Vào tháng 9 năm 2017, truyền thông đưa tin Hồng Châu gia nhập vào dàn diễn viên của bộ phim được đạo diễn bởi Semi Chellas từ kịch bản do cô viết. Công ty Killer Films sẽ chịu trách nhiệm sản xuất bộ phim.

## Phát hành
American Woman đã có màn ra mắt tại Liên hoan phim Tribeca vào ngày 28 tháng 4 năm 2019. Năm tháng sau đó tiếp tục trình làng tại Liên hoan phim quốc tế Toronto.

## Đón nhận
Tính đến tháng 10 năm 2021, 57% trong số 14 bài đánh giá do Rotten Tomatoes tổng hợp là tích cực, với điểm xếp hạng trung bình là 6/10. Tờ báo The Globe and Mail nhận định: "Phim kinh dị trộm cướp Canada American Woman biết khi nào thì sục sôi và khi nào nên bùng nổ."
Tác phẩm tranh tài tại Liên hoan phim Quốc tế Calgary vào năm 2019, sau đó được trao giải đặc biệt của ban giám khảo về diễn xuất. Cùng năm phim đồng thời đoạt tổng cộng bốn giải Phim hay nhất, Đạo diễn xuất sắc nhất (Semi Chellas), Nữ diễn viên chính xuất sắc nhất (Hồng Châu) và cuối cùng là Quay phim xuất sắc nhất (Gregory Middleton) tại Liên hoan phim Downtown Los Angeles.